# Швивая Горка
Швивая Горка — деревня в Клепиковском районе Рязанской области. Входит в состав Спас-Клепиковского городского поселения.

## География
Находится в северной части Рязанской области на расстоянии приблизительно 2 км на запад по прямой от районного центра города Спас-Клепики.

## История
На карте 1850 года показана как Вшивая Горка. В 1859 году здесь (тогда деревня Рязанского уезда Рязанской губернии) было учтено 13 дворов, в 1897— 27.

## Население
Численность населения: 128 человек (1859 год), 193 (1897), 8 в 2002 году (русские 100 %), 8 в 2010.